# Jan Rytter
Jan Rytter, född 5 september 1973, är en dansk bågskytt. Han deltog vid olympiska sommarspelen 1992.